# Dexiomimops brevipes
Dexiomimops brevipes är en tvåvingeart som beskrevs av Hiroshi Shima 1987. Dexiomimops brevipes ingår i släktet Dexiomimops och familjen parasitflugor.
Artens utbredningsområde är Taiwan. Inga underarter finns listade i Catalogue of Life.